# Arena Football One
Arena Football One (AF1) ist eine amerikanische professionelle Liga im Arena Football, einer in der Halle gespielte Variante des American Football. Die Liga wurde im September 2024 in Nachfolge der kurzlebigen dritten Inkarnation der Arena Football League gegründet. Die erste Saison der AF1 mit acht Teams startete am 8. März 2025. Das erste Finale, genannt Arena Crown 2025, gewannen die Albany Firebirds nach einer perfekten Saison.

## Geschichte

### Geschichte des Arena Football
Arena Football wurde in den 1980er Jahren von Jim Foster (ehemals Funktionär der USFL und der NFL) entwickelt und patentiert. Ab 1987 spielte die Arena Football League (AFL) mit zunehmenden Erfolg. Die Liga wuchs und war zwei Jahrzehnte lang erfolgreich, startete mit der Af2 sogar eine zweite Klasse. Doch nach dem Rücktritt des langjährigen Commissioners 2008 David Baker im Juli 2008 geriet die Liga auch in Folge der Weltfinanzkrise in Turbulenzen, die schließlich zur Absage der Saison 2009 und in die Insolvenz führten.
Die af2-Teams und einige AFL-Teams gründeten eine neue Liga, die Arena Football 1 heißen sollte, schließlich aber den Namen Arena Football League übernahm. Diese Liga erreichte nie die Größe der alten AFL, zudem erwuchs mit der 2008 gegründeten Indoor Football League (die mit leicht anderen Regeln Indoor Football spielte) starke Konkurrenz. 2019 ging auch diese Liga in Insolvenz.
Anfang 2023 gründete sich eine dritte Inkarnation der Arena Football League. Am 27. April 2024 startete die Liga den Spielbetrieb mit 16 Mannschaften. Die Saison verlief jedoch chaotisch. Mehrere Teams zogen nach nur wenigen Spielen kurzfristig zurück, nur acht der 16 Mannschaften überlebten bis zum Saisonende. Am 14. Mai 2024 setzen die verbliebenen Eigner der bisherigen Commissioner Lee Hutton ab und setzen den Präsidenten der Nashville Kats, Jeff Fisher, als Übergangslösung ein. Meister wurden die Billings Outlaws, die sich im Finale mit 46:41 gegen die Albany Firebirds durchsetzen konnten.

### Gründung der Arena Football One
Die verbliebenen Mannschaften der AFL 2024 organisierten sich unter Jeff Fisher neu und gründeten im September 2024 die Arena Football One. Neben den bestehenden Teams sollte weitere in die Liga aufgenommen werden, darunter auch eine Mannschaft aus dem mexikanischen Monterrey. Schließlich veröffentlichte die Liga im Januar 2025 den Spielplan mit elf Mannschaften. Die Monterrey Kings, die Stockton Crusaders und die Wichita Regulators verschoben den Einstieg in die Liga auf 2026. Von den angekündigten Teams zogen sich drei vor der Saison zurück: die neu gegründeten Wilkes-Barre/Scranton Mavericks, sowie in der Woche vor Saisonstart die Orlando Predators und die Arizona Bandits.
Am 8. März 2025 fand das erste Spiel der Arena Football One statt. In der United Wireless Arena in Dodge City gewannen die gastgebenden Southwest Kansas Storm mit 40:26 gegen die Nashville Kats. Die reguläre Saison wurde von den Albany Firebirds dominiert, die keine Niederlage hinnehmen mussten. Die drei weiteren Playoffplätze blieben bis zuletzt umkämpft, schließlich qualifizierten sich die Nashville Kats, die SW Kansas Storm und die Salina Liberty für die Halbfinals. Firebirds und Kats zogen ins Arena Crown genannte Finale ein. Dort setzen sich die gastgebenden Albany Firebirds mit 60:57 durch. 
Für die Saison 2026 kündigte Commissioner Jeff Fisher im Juli 2025 zwei Expansionsteams in Ohio und Michigan an.

## Übertragungen und Sponsoren
Jede Woche wird ein Spiel der Liga auf dem Kabelkanal Vice TV übertragen. Die restlichen Spiele sind über den Streamingservice EvergreenNOW zu sehen, der auch in Europa empfangbar ist.
Die Liga arbeitet mit Verizon Business zusammen. Weiterer Sponsor ist Real American Beer, der Biermarke des bekannten Wrestlers Hulk Hogan.

## Mannschaften
| Team                   | Standort              | Gegründet | Anmerkung              |
| ---------------------- | --------------------- | --------- | ---------------------- |
| Albany Firebirds       | Albany, New York      | 2023      | 2024 AFL               |
| Nashville Kats         | Nashville, Tennessee  | 2023      | 2024 AFL               |
| Corpus Christi Tritons | Corpus Christi, Texas | 2023      | 2024 AIF               |
| Salina Liberty         | Salina, Kansas        | 2015      | bis 2023 CIF, 2024 AFL |
| Southwest Kansas Storm | Dodge City, Kansas    | 2021      | bis 2023 CIF, 2024 AFL |
| Billings Outlaws       | Billings, Montana     | 2021      | bis 2023 CIF, 2024 AFL |
| Oregon Lightning       | Redmond, Oregon       | 2021      | 2021–2023 AWFC         |
| Washington Wolfpack    | Everett, Washington   | 2023      | 2024 AFL               |

## Saison 2025
Die erste Saison startete am 8. März 2025 mit dem Spiel der Woche 0 zwischen den Southwest Kansas Storm und den Nashville Kats. Es folgen vierzehn Wochen der regulären Saison bis zum 15. Juni 2025, wobei die Mannschaften je zwölf Spielen austragen. Es folgen die Playoffs. In diese zogen die ersten vier der Tabelle ein.

### Regular season

#### Tabelle
|                        | Sp | S  | N  | SQ    | P+  | P–  |
| ---------------------- | -- | -- | -- | ----- | --- | --- |
| Albany Firebirds       | 10 | 10 | 0  | 1.000 | 675 | 276 |
| Nashville Kats         | 10 | 6  | 4  | 0.600 | 472 | 386 |
| SW Kansas Storm        | 12 | 7  | 5  | 0.583 | 561 | 491 |
| Salina Liberty         | 11 | 6  | 5  | 0.545 | 493 | 463 |
|                        |    |    |    |       |     |     |
| Billings Outlaws       | 12 | 6  | 6  | 0.500 | 553 | 466 |
| Oregon Lightning       | 13 | 5  | 8  | 0.385 | 461 | 502 |
| Corpus Christi Tritons | 10 | 3  | 7  | 0.300 | 332 | 497 |
| Washington Wolfpack    | 12 | 2  | 10 | 0.167 | 235 | 701 |

Abkürzungen:
Spiele, Siege, Niederlagen, SQ Siegquote, P+ erzielte Punkte, P− gegnerische Punkte

#### Spiele
| Datum          | Heimteam               | Ergebnis | Auswärtsteam           | Arena                          |
| Woche 0        | Woche 0                | Woche 0  | Woche 0                | Woche 0                        |
| -------------- | ---------------------- | -------- | ---------------------- | ------------------------------ |
| 8. März 2025   | Southwest Kansas Storm | 40:26    | Nashville Kats         | United Wireless Arena          |
| Woche 1        |                        |          |                        |                                |
| 15. März 2025  | Oregon Lightning       | 36:78    | Billings Outlaws       | First Interstate Bank Center   |
| 16. März 2025  | Corpus Christi Tritons | 40:12    | Salina Liberty         | American Bank Center           |
| 16. März 2025  | Washington Wolfpack    | 33:63    | Southwest Kansas Storm | Angel of the Winds Arena       |
| Woche 2        |                        |          |                        |                                |
| 21. März 2025  | Albany Firebirds       | 78:20    | Southwest Kansas Storm | MVP Arena                      |
| 22. März 2025  | Washington Wolfpack    | 35:28    | Oregon Lightning       | Angel of the Winds Arena       |
| Woche 3        |                        |          |                        |                                |
| 28. März 2025  | Corpus Christi Tritons | 51:37    | Salina Liberty         | American Bank Center           |
| 29. März 2025  | Nashville Kats         | 34:42    | Albany Firebirds       | Nashville Municipal Auditorium |
| 30. März 2025  | Southwest Kansas Storm | 40:41    | Oregon Lightning       | United Wireless Arena          |
| Woche 4        |                        |          |                        |                                |
| 3. April 2025  | Washington Wolfpack    | 23:61    | Billings Outlaws       | Angel of the Winds Arena       |
| 4. April 2025  | Nashville Kats         | 40:32    | Oregon Lightning       | Nashville Municipal Auditorium |
| 6. April 2025  | Salina Liberty         | 27:57    | Albany Firebirds       | Tony's Pizza Events Center     |
| Woche 5        |                        |          |                        |                                |
| 12. April 2025 | Salina Liberty         | 20:22    | Southwest Kansas Storm | Tony's Pizza Events Center     |
| 13. April 2025 | Albany Firebirds       | 62:24    | Billings Outlaws       | MVP Arena                      |
| 13. April 2025 | Washington Wolfpack    | 21:61    | Corpus Christi Tritons | Angel of the Winds Arena       |
| Woche 6        |                        |          |                        |                                |
| 17. April 2025 | Washington Wolfpack    | 20:68    | Nashville Kats         | Angel of the Winds Arena       |
| 19. April 2025 | Salina Liberty         | 47:32    | Oregon Lightning       | Tony's Pizza Events Center     |
| 19. April 2025 | Corpus Christi Tritons | 40:47    | Southwest Kansas Storm | American Bank Center           |
| 20. April 2025 | Billings Outlaws       | 07:39    | Albany Firebirds       | First Interstate Arena         |
| Woche 7        |                        |          |                        |                                |
| 25. April 2025 | Corpus City Tritons    | 12:100   | Albany Firebirds       | American Bank Center           |
| 25. April 2025 | Billings Outlaws       | 37:43    | Salina Liberty         | First Interstate Arena         |
| 25. April 2025 | Oregon Lightning       | 30:41    | Washington Wolfpack    | First Interstate Bank Center   |
| 26. April 2025 | Southwest Kansas Storm | 37:41    | Nashville Kats         | United Wireless Arena          |
| Woche 8        |                        |          |                        |                                |
| 3. Mai 2025    | Southwest Kansas Storm | 49:31    | Billings Outlaws       | United Wireless Arena          |
| 4. Mai 2025    | Albany Firebirds       | 64:58 OT | Salina Liberty         | MVP Arena                      |
| 4. Mai 2025    | Washington Wolfpack    | 9:37     | Oregon Lightning       | Angel of the Winds Arena       |
| Woche 9        |                        |          |                        |                                |
| 10. Mai 2025   | Albany Firebirds       | 71:55    | Nashville Kats         | MVP Arena                      |
| 10. Mai 2025   | Billings Outlaws       | 69:10    | Washington Wolfpack    | First Interstate Arena         |
| 12. Mai 2025   | Oregon Lightning       | 52:20    | Corpus Christi Tritons | First Interstate Bank Center   |
| Woche 10       |                        |          |                        |                                |
| 17. Mai 2025   | Billings Outlaws       | 56:65    | Southwest Kansas Storm | First Interstate Arena         |
| 18. Mai 2025   | Oregon Lightning       | 52:20    | Washington Wolfpack    | First Interstate Bank Center   |
| Woche 11       |                        |          |                        |                                |
| 24. Mai 2025   | Nashville Kats         | 50:36    | Oregon Lightning       | Nashville Municipal Auditorium |
| 24. Mai 2025   | Albany Firebirds       | 64:27    | Corpus Christi Tritons | MVP Arena                      |
| 24. Mai 2025   | Salina Liberty         | 60:41    | Billings Outlaws       | Tony's Pizza Events Center     |
| 25. Mai 2025   | Southwest Kansas Storm | 63:7     | Washington Wolfpack    | United Wireless Arena          |
| Woche 12       |                        |          |                        |                                |
| 31. Mai 2025   | Salina Liberty         | 71:4     | Washington Wolfpack    | Tony's Pizza Events Center     |
| 1. Juni 2025   | Corpus Christi Tritons | 39:44    | Nashville Kats         | American Bank Center           |
| 1. Juni 2025   | Billings Outlaws       | 58:7     | Oregon Lightning       | First Interstate Arena         |
| Woche 13       |                        |          |                        |                                |
| 7. Juni 2025   | Southwest Kansas Storm | 63:65    | Salina Liberty         | United Wireless Arena          |
| 8. Juni 2025   | Oregon Lightning       | 40:24    | Corpus Christi Tritons | First Interstate Bank Center   |
| 9. Juni 2025   | Billings Outlaws       | 51:34    | Nashville Kats         | First Interstate Arena         |
| Woche 14       |                        |          |                        |                                |
| 14. Juni 2025  | Oregon Lightning       | 38:40    | Billings Outlaws       | First Interstate Bank Center   |
| 14. Juni 2025  | Nashville Kats         | 80:18    | Corpus Christi Tritons | F&M Bank Arena                 |
| 14. Juni 2025  | Albany Firebirds       | 98:12    | Washington Wolfpack    | MVP Arena                      |
| 15. Juni 2025  | Salina Liberty         | 53:52    | Southwest Kansas Storm | Tony's Pizza Events Center     |

### Playoffs
|  | Semifinals     | Semifinals       | Semifinals     |  |  | Arena Crown 2025 | Arena Crown 2025 | Arena Crown 2025 |
|  |                |                  |                |  |  |                  |                  |                  |
|  | MVP Arena      |                  |                |  |  |                  |                  |                  |
|  | 1              | Albany Firebirds | 75             |  |  |                  |                  |                  |
|  | 4              | Salina Liberty   | 44             |  |  | MVP Arena        | MVP Arena        | MVP Arena        |
|  |                |                  |                |  |  | 1                | Albany Firebirds | 60               |
|  | F&M Bank Arena | F&M Bank Arena   | F&M Bank Arena |  |  | 2                | Nashville Kats   | 57               |
|  | 2              | Nashville Kats   | 48             |  |  |                  |                  |                  |
|  | 3              | SW Kansas Storm  | 43             |  |  |                  |                  |                  |
|  |                |                  |                |  |  |                  |                  |                  |